# Lepanthes tipulifera
Lepanthes tipulifera är en orkidéart som beskrevs av Heinrich Gustav Reichenbach. Lepanthes tipulifera ingår i släktet Lepanthes och familjen orkidéer. Inga underarter finns listade i Catalogue of Life.